# Влајко Коцић
Влајко Коцић (Власотинце, 14. јануар 1886 — Београд, 25. март 1928) био је српски политичар, адвокат, министар пошта и телеграфа, народни посланик.

## Биографија
Рођен је од мајке Параскеве рођене Газибарић и оца Николе Коце Стојановића. Породични надимак им је Пурјак.
Основну школу је завршио у Власотинцу, а гимназију у Врању и Нишу. У Нишу је 1906. постао члан Радикалне омладине. У Београду је 1910. године завршио права. Још као студент се политички ангажовао и у Београду и у свом крају. Сарађивао је у студентском радикалном клубу са Миодрагом Ибровцем, Божом Максимовићем, Нинком Перићем, Крстом Милетићем и био биран за секратара и потпредседника клуба.
Након студија завршених у Београду (1910), школовање је наставио на Факултету екномских и правних наука у Цириху (Швајцарска).
Након годину дана се вратио у Србију и одлужио је војску у артиљерији.
Затим је постављен за писара, најпре Првостепеног суда Београског округа где је напредовао до писара I класе. Почетком Балкнаских ратова (1912) је прешао у Пресбиро, а затим, марта 1914. за писар Касационог суда. Пред Први светски рат је дао оставку на државну службу ради полагања првозаступничког испита и по сопствној жељи је постављен јуна 1914. за јавног правозаступника у Лесковцу.
У Лесковцу организовао прву омладинску радикалалну организацију у Србији. Једно време је био и правозаступник у Куманову (Стара Србија), а након рата у Београду.
Касније је постављен за секретара Министарства унутрашњих дела
Са српском војском је прошао Албанску голготу, заједно са својим млађим братом Драгутином Коцићем, који је био припадник српске краљевске коњице. У избеглиштву је радио као комесар за збрињавање српских ђака, гимназијалаца и студената. Са овог положаја је успео да распореди српску децу по француским породицама, а сами Французи су их прихватили са великим одушевљењем. На овај положај је постављен на лични захтев тадашњег председника Владе Краљевине Србије Николе Пашића. 
Био је сведок тужилаштва у Солунском процесу 1917. Исте године је прешао да ради као секретар посланства Краљевине Србије у Лисабону.
Након рата се вратио у Београд, где је отворио адвокатску канцеларију, са адвокатом Добром Митровићем и Ненадом Поповићем. Бавио се скидањем секвестара са велепоседничких имања у Војводини, национализацијом предузећа и пословима везаним за корупцију.
Један је од главних оснивача новинарског предузећа „Време” (1921).
Од 1920. је био народни посланик Врањског округа у парламенту и од тада је стално биран у том округу. Био је организатор у партијским пословима. Истицао се великом енергијом и снажном вољом, био је један од политичара који је увек могао да рачуна на поверење свога краја, успео је да удвостручи број организованих радикала у Врањском округу. Одлике које су га истицале прибавиле су му видно место како у странци, тако и у самом Парламенту. На изборима 1925. је био носилац радиклане листе у Врањском округу, а на изборима 1927. носилац листе у врањском, кумановском и охридском округу. Са десеторицом радикала је априла 1926. године искључен из Главног одбора Радикалне странке и формирао у Народној скупштини посебан посланички клуб, као присталица идеје Љубомира Јовановића.
Био је министар пошта и телеграфа од 16. јуна 1927. до 23. фебруара 1928. године у Првој влади Велимира Вукићевића и затим поново у Другој влади Велимира Вукићевића до смрти.
Носилац је Ордена Светог Саве и Ордена белог орла.

## Смрти и сахрана
Због проблема са запаљењем слепог црева, оставио је службу. Преминио је услед компликација на унутрашњим органима и наглог слабљења рада срца, насталим три дана након што је оперисан, 25. марата 1928, у Санаторијуму „Врачар” (данас Уролошка клиника Клиничког центра). Сахрањен је 27. марата на Новом гробљу у Београду.
Говор патријарха Димитрија са сахране::

## Породица
Имао је сестре Драгињу Дицић (1880—1965), Јевросиму Коцић и браћу Милета, Јована (1888-1908) и Драгутина Коцића (1891-1979).
Са супругом Зорком рођ. Кујунџић (1892—1962) имао је ћерку Десанку Павасовић (1912—1966) и сина Љубомира (1921—1998).